# Zois Panou

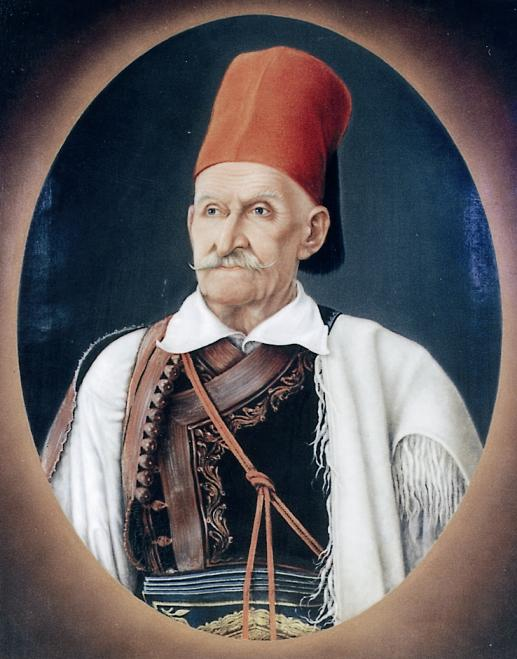
Zois Panou, porträtiert von Dionysios Tsokos

Zois Panou (griechisch Ζώης Πάνου, * 1765 in Paramythia; † 29. August 1846 in Athen) war ein Soldat und Anführer der griechischen Revolution von 1821. Darüber hinaus war er auch Mitglied verschiedener Nationalversammlungen.

## Biografie

### Aktivitäten in den vorrevolutionären Jahren
Panou wurde 1765 in Paramythia geboren und stammte aus einer wohlhabenden und religiösen Familie in der Gegend. Seine Schwester Despo war die spätere Frau des Soulioten und Partisanenführers Fotos Tzavelas, Ende des 18. Jahrhunderts war er als Kaufmann in Palermo auf Sizilien tätig. Während des russisch-türkischen Krieges von 1787 bis 1792 trat er in die russische Armee ein und nahm später an den Napoleonischen Kriegen teil. Ab 1805 diente er in den vom Russischen Kaiserreich geschaffenen griechischen Bataillonen der Ionischen Inseln, die unter französischer und britischer Herrschaft standen. Er erreichte den Rang eines Kapitäns der ersten Klasse. Gleichzeitig wurde er ab 1819 in die Filiki Eteria eingeweiht. 1820 nahm er am Krieg zwischen der Hohen Pforte und Ali Pascha teil, zuerst auf der Seite der Truppen des Sultans und dann, nach einer Vereinbarung zwischen Ali und den Soulioten, auf der Seite des Paschas von Ioannina. Im Rahmen dieses Krieges, in dem er zweimal verwundet wurde, zeichnete er sich in den Schlachten von Manoliasa, Theriakisi und Lelova aus.

### Aktion in der griechischen Revolution
Im Juli 1821 beteiligte er sich zusammen mit einer bewaffneten Streitmacht aus Parginianern und Soulioten an der gescheiterten Operation der griechischen Revolutionäre zur Besetzung der Festung von Parga. Am 4. Juli 1822 unterstützte er Kyriakoulis Mavromichalis und Lambros Zarbas gemeinsam mit Vasilios Zervas und ihren Einheiten bei der Schlacht von Splantza, beim heutigen Ammoudia. Diese Schlacht fand statt, um Souli zu stärken, das von den osmanischen Truppen bedrängt wurde, aber der Tod von Mavromichalis während der Schlacht zwang zum Abbruch des Feldzugs. Ende desselben Jahres fand sich Panou im belagerten Mesolongi wieder und kämpfte später an der Spitze von 30 Mann in Trikeri, Skiathos und Patras, 1824 verteidigte er Karaiskakis vor Gericht und wurde am 4. April 1825 in den Rang eines Generalleutnants befördert.
Abgesehen von den Schlachtfeldern trug Panou auch zum politischen Geschehen der Revolution bei. Anfang 1822 nahm er als Vertreter der Soulioten an der Ersten Nationalversammlung von Epidauros teil und war Mitunterzeichner der Erklärung über die „Provisorische Verfassung Griechenlands“ sowie 1827 Bevollmächtigter bei der Dritten Griechischen Nationalversammlung in Trizina.
Von 1825 bis 1826 nahm er als Teil der Kompanie seines Neffen, Kitsos Tzavelas, an der Zweiten Belagerung von Mesolongi teil. Tatsächlich ging er zusammen mit Ioannis Papadiamantopoulos und Georgios Valtinos nach Zakynthos, um Vorräte und Geld zu besorgen. Während des Exodus am 10. April gelang ihm, obwohl er verletzt war, die Flucht.

### Im Kontext des griechischen Staates
Nach der Gründung des griechischen Staates erschien 1842 eine Sammlung von Gedichten, die er während der griechischen Revolution geschrieben hatte, um die Griechen zu ermutigen. Zois Panou wurde 1845 im Rang eines Oberst in die Königliche Phalanx (Βασιλική φάλαγγα), eine Reserveeinheit verdienter Veteranen des Unabhängigkeitskrieges, aufgenommen. Er starb am 29. August 1846 eines natürlichen Todes.